# Flughafen Türkistan-Hazret Sultan

i8
i11
i13
Der Flughafen Türkistan-Hazret Sultan (kasachisch Халықаралық Әзірет Сұлтан Әуежайы Halyqaralyq Áziret Sultan Áýejaıy, russisch Международный аэропорт Хазрет Султан, IATA-Code: HSA, ICAO-Code: UAIT) ist ein internationaler Flughafen, der die Stadt Türkistan im Süden Kasachstans bedient. Der Flughafen befindet sich in der Nähe des Dorfes Shagha, 16 km nordöstlich des Zentrums von Türkistan, der Hauptstadt der gleichnamigen Region Türkistan.
Der Flughafen gilt mit einer Bauzeit von gerade einem Jahr als einer der am schnellsten gebauten Flughäfen der Welt.

## Geschichte

### Anfänge
Lange Zeit war der neue Flughafen als Türkistan International Airport bekannt. Später wurde jedoch berichtet, dass der neue Flughafen «Hazret Sultan» (heiliger Sultan) benannt wird – nach einem der Beinamen des Sufi-Poeten Ahmed Yesevi, Autor des Divan-i Hikmet („Buch der Weisheit“)- dessen Mausoleum sich in Türkistan befindet. Der IATA-Code des Flughafens, HSA, leitet sich vom abgekürzten Namen des Flughafens Hazret Sultan Airport ab.

### Konstruktion
Der Flughafen wurde als Ersatz für den ehemaligen (an einem anderen Ort befindlichen) Flughafen Türkistan gebaut, der sich im Osten der Stadt befand. Die Bauarbeiten für den Flughafen begannen im Mai 2019 und wurden 2020 abgeschlossen. Damit wird er als der am schnellste gebaute Flughafen der Welt betitelt.

## Fluggesellschaften und Ziele
FlyArystan und Qazaq Air bieten nationale Verbindungen in die Hauptstadt Nursultan und Almaty an.
Turkish Airlines verbindet den Flughafen Türkistan mit dem Flughafen Istanbul. Die türkische Fluggesellschaft plant zudem Flüge zum  Flughafen Taschkent und Flughafen Manas (Bishkek) anzubieten. Ebenfalls nach Istanbul fliegt FlyArystan.